# Claudia Emerson
Clauda Emerson (Chatham, 13 gennaio 1957 – Richmond, 4 dicembre 2014) è stata una poetessa statunitense.

## Biografia
Claudia Emerson nacque a Chatham e studiò all'Università della Virginia, ottenendo la laurea triennale in letteratura inglese nel 1979 e quella magistrale in scrittura creativa nel 1991.
Nel corso della sua vita pubblicò cinque raccolte di poesia – Pharaoh, Pharaoh (1997), Pinion: An Elegy (2002), Late Wife (2005), Figure Studies: Poems (2008), Secure the Shadow (2012) – e altre tre raccolte postume furono date alle stampe tra il 2015 e il 2018: Impossible Bottle (2015), The Opposite House (2015) e Claude before Time and Space (2018).
Sposata con Kent Ippolito dal 2010, la Emerson vinse il Premio Pulitzer per la poesia nel 2006 per la sua raccolta Late Wife e nel 2008 fu nominata poetess laureata della Virginia dal governatore Tim Kaine. Morì di cancro al colon nel 2014 a cinquantasette anni.